# Colette Mazabrard
Œuvres principales
Monologues de la boue (2015)
Un jour, on entre en Étrange pays (2019)
Colette Mazabrard, née en 1964 à Valence en France, est une écrivaine, enseignante, photographe et critique de cinéma française,,.

## Éléments biographiques
Colette Mazabrard écrit aux Cahiers du cinéma à partir de 1989. Elle y travaille sur des cinéastes étrangers (Andrei Konchalovsky, Mrinal Sen, João Botelho, Robert Kramer) et français (Jean-Daniel Pollet, Alain Resnais, Philippe Garrel) et réalise plusieurs entretiens (Hou Hsiao-hsien). En novembre 1989, elle participe à deux épisodes de Microfilms, l'émission de Serge Daney sur France Culture, consacrés à « La jeune génération aux Cahiers du cinéma », et y parle de son intérêt pour la littérature, et d'un entretien réalisé avec Marguerite Duras pour la revue,.
Elle travaille ensuite comme maquettiste à la revue Liber-Raisons d'agir, dirigée par Pierre Bourdieu, puis devient enseignante de lettres classiques en région parisienne.
En 1996, elle part enseigner à New Delhi avec un contrat d'un an, mais reste travailler dans le pays pendant une dizaine d'années. En 2005, elle y réalise sa première exposition de photographie, avec la série « Vertical Sleepers », montrée à Calcutta puis Hyderabad, publiée en partie en 2006 dans la revue française Vertigo. Pendant ses années en Inde, elle collabore également à l'émission Carnet nomade de Colette Fellous sur France Culture, et travaille à l'écriture d'un premier roman.
De retour en France, elle devient enseignante à Toulouse puis publie son premier livre, Brez cinéma, en 2011, chez l'éditeur indépendant Noviny44. Elle travaille ensuite avec les éditions Verdier, chez qui elle publie deux récits semi-autobiographiques, qui obtiennent chacun une reconnaissance critique dans la presse : le journal de marche Monologues de la boue, en 2015,,,, puis le récit d'une convalescence de maladie Un jour, on entre en Étrange pays, en 2019,,,.